# Daïra de Had-Sahary
La daïra de Had-Sahary est une circonscription administrative algérienne située dans la wilaya de Djelfa. Son chef-lieu est situé sur la commune éponyme de Had-Sahary.
La daïra regroupe les trois communes:
- Had-Sahary
- Bouira Lahdab
- Aïn Feka